# Basutica
Basutica es un género con 2 especies de plantas  perteneciente a la familia Thymelaeaceae
Está considerado un sinónimo del género Gnidia